# Перелік ударів по житловій забудові під час російського вторгнення (жовтень 2023)
Удари по житловій забудові України під час російсько-української війни — воєнний злочин, скоєний російськими військовими під час повномасштабного військового вторгнення в Україну.
У переліку подано інформацію про удари по житловій та громадській забудові яка була опублікована у відкритих джерелах. Подано інформацію про атаки протягом жовтня 2023 року.

## Загальна інформація
Згідно моніторингової місії ООН з прав людини в Україні відомо про 181 загиблого цивільного українця протягом жовтня 2023 року.

### Руйнування населених пунктів прилеглих до лінії зіткнення
У населених пунктах які знаходяться біля лінії бойового зіткнення, постійно відбуваються обстріли житлової та іншої цивільної забудови (у тому числі медичних установ, навчальних закладів, комерційної забудови). Впродовж жовтня 2023 року, обстріли відбувалися вздовж прикордонних громад Чернігівщини, Сумщини, та Харківщини, а також громад Запорізької, Дніпропетровської, Херсонської та Миколаївської областей із використанням ракет, безпілотників, мінометів, артилерії, реактивних систем залпового вогню, вогнем бронетехніки та стрілецької зброї.
Вздовж державного кордону:
- У Чернігівській області — Корюківська, Новгород-Сіверська, Семенівська, Сновська громади.
- У Сумській області — Білопільська, Великописарівська, Глухівська, Краснопільська, Миропільська, Новослобідська, Путивльська, Хотінська, Юнаківська громади.
- У Харківській області — Вільхуватська, Вовчанська, Дворічанська, Дергачівська, Золочівська, Липецька громади

Між тимчасово окупованою територією:
- У Харківській області — Борівська, Дворічанська, Ізюмська, Кіндрашівська, Куп'янська, Курилівська, Оскільська, Петропавлівська громади
- У Луганській області — Красноріченська, Лисичанська громади
- У Донецькій області — Званівська, Сіверська громади
- У Запорізькій області —
- У Херсонській області —
- У Миколаївській області —

## Перелік атак
Червоним кольором позначені атаки у яких відомо про загибель людей.
| дата і місце | дата і місце                            | тип зброї         | подробиці атаки, жертви (загиблі/поранені)                                           | подробиці атаки, жертви (загиблі/поранені) |
| ------------ | --------------------------------------- | ----------------- | ------------------------------------------------------------------------------------ | ------------------------------------------ |
| 01/10        | Донецька обл., Дружківка                | С-300             | пошкодження приватних будинків, багатоповерхівок, об'єкта критичної інфраструктури   | 0/5                                        |
| 03/10        | Херсонська обл., Антонівка              | авіабомбовий удар | авіаудар керованими авіабомбами по приватних житлових будинках                       | 1/7                                        |
| 05/10        | Херсон                                  | артобстріл        | обстріл житлових кварталів середмістя Херсона                                        | 2/0                                        |
| 05/10        | Харківська обл., Гроза                  | Іскандер          | ракетний обстріл кафе та магазинів                                                   | 59/7                                       |
| 05/10        | Херсонська обл., Берислав               | авіабомбовий удар | обстріляно житлову забудову та лікарню                                               | 0/2                                        |
| 05/10        | Харківська обл., Печеніги               | РСЗВ              | пошкоджено дачні будинки                                                             | —                                          |
| 06/10        | Харків                                  | Іскандер          | влучання у житлові будинки в центрі Харкова                                          | 1/23                                       |
| 06/10        | Херсон                                  | артобстріл        | обстріл житлових кварталів міста                                                     | 0/1                                        |
| 07/10        | Одеська обл., Чорноморськ               | С-300             | атаковано припортову та цивільну інфраструктуру                                      | 0/3                                        |
| 07/10        | Харківська обл., Пересічне              | С-300             | влучання ракети С-300 поблизу житлових будинків                                      | 0/3                                        |
| 10/10        | Сумська обл., Угроїди                   | артобстріл        | обстріл житлових будинків, внаслідок російського обстрілу загинула 13-річна дівчина  | 1/0                                        |
| 11/10        | Херсон                                  | обстріл           | атакувана поминальна процесія на кладовищі, ритуальний транспорт                     | 0/3                                        |
| 12/10        | Херсонська обл.                         | артобстріл        | обстріли житлових кварталів, навчальних закладів, медичної установи, підприємств     | 2/6                                        |
| 12/10        | південь України                         | авіабомбовий удар | зафіксовано атакущо найменше 21 КАБ на півдні України протягом 12 жовтня             | —                                          |
| 12/10        | Херсон                                  | артобстріл        | обстріляно дитячу лікарню                                                            | —                                          |
| 13/10        | Донецька обл., Покровськ                | артобстріл        | відомо про обстріл адміністративних будівель                                         | 1/12                                       |
| 13/10        | Херсонська обл., Берислав               | БпЛА              | дрона атакував авто з людьми серед житлової забудови міста                           | 1/2                                        |
| 14/10        | Херсонська обл., Берислав               | артобстріл        | обстріляно житлові райони міста                                                      | 1/0                                        |
| 18/10        | Дніпропетровська обл., Дніпровський р-н | ракетний удар     | влучання у приватні будинки                                                          | 1/3                                        |
| 18/10        | Запоріжжя                               | С-300             | влучання у багатоповерхівку                                                          | 2/5                                        |
| 18/10        | Херсонська обл., Новоберислав           | авіабомбовий удар | шість бомб було скинуто на Новоберислав, одна з яких влучила у приватний будинок     | 1/1                                        |
| 18/10        | Миколаївська обл.                       | Іскандер-М        | влучання по закладу харчування                                                       | 2/1                                        |
| 18/10        | Харківська обл., Дружелюбівка           | авіабомбовий удар | внаслідок удару по житлових будинках загинули троє людей: батько, мати та син        | 3/0                                        |
| 18/10        | Херсонська обл., Каховка                | авіабомбовий удар | влучання у приміщення фабрики «ОПЕНТЕК» та пошкодження житлових будинків поруч       | —                                          |
| 19/10        | Харківська обл., Вовчанськ              | обстріл           | внаслідок ворожого обстрілу міста Вовчанськ поранено місцевих жителів                | 0/2                                        |
| 20/10        | Дніпропетровська обл., Кривий Ріг       | ракетний удар     | влучання по дачному кооперативу                                                      | 1/1                                        |
| 21/10        | Харківська обл., Харківський р-н        | С-300             | щонайменше дві російські ракети влучили по будівлі терміналу «Нової пошти»           | 6/14                                       |
| 25/10        | Хмельницька обл.                        | Shahed 136        | від вибухів пошкоджені нежитлові приміщення, житлові будинки та транспорт            | 0/16                                       |
| 25/10        | Херсонська обл., Берислав               | авіабомбовий удар | близько 07:20 ворог скинув керовану авіабомбу на житловий квартал міста              | 1/1                                        |
| 26/10        | Херсонська обл., Берислав               | авіабомбовий удар | пошкоджені об'єкти цивільної інфраструктури, дитсадок, приміщення кафе               | 1/0                                        |
| 27/10        | Харківська обл., Ізюм                   | Іскандер-М        | влучання у пожежну частину                                                           | 0/8                                        |
| 29/10        | Херсон                                  | артобстріл        | обстріляно Центральний район, з влучанням у житлові багатоповерхівки та інші будівлі | 1/2                                        |
| 30/10        | Херсон                                  | артобстріл        | обстріляно житловий квартал, пошкоджень зазнав маршрутний автобус з пасажирами       | 0/4                                        |
| 31/10        | Херсон                                  | артобстріл        | автівка потрапила під обстріл на автодорозі в напрямку села Наддніпрянське           | 1/0                                        |
| 31/10        | Харківська обл., Ізюм                   | артобстріл        | від обстрілу пошкоджень зазнала будівля пожежної частини                             | —                                          |